# Máté Ónodi-Jánoskúti
Máté Ónodi-Jánoskúti (* 17. Juni 2002 in Budapest) ist ein ungarischer Handballspieler.

## Karriere

### Im Verein
Máté Ónodi-Jánoskúti spielt in Ungarn für Ferencváros Budapest. Im Sommer 2025 wechselte er zum französischen Erstligisten USAM Nîmes Gard.

### In Auswahlmannschaften
Mit der ungarischen Jugend-Nationalmannschaft belegte er den 9. Platz bei der U19-Europameisterschaft 2021. Mit den Junioren stand er im Kader für die U20-Europameisterschaft 2022, bei welcher sie den 5. Platz belegten. Im darauffolgenden Jahr gewannen er die Silber-Medaille bei der U21-Weltmeisterschaft 2023, nachdem sie im Finale gegen den Gastgeber Deutschland verloren.
Am 27. April 2023 gab er sein Debüt für die A-Nationalmannschaft gegen Litauen. Bei der Weltmeisterschaft 2025 warf er 8 Tore in vier Spielen und belegte mit dem Team den 8. Platz.